# List siódmy (Platon)

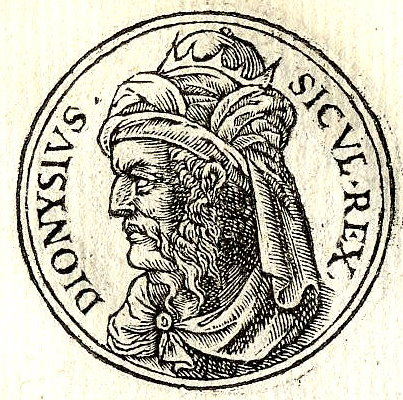
Dionizjos I

List siódmy Platona – list, którego autorstwo tradycyjnie przypisuje się Platonowi. Jest to najdłuższy list Platona, zawierający wątki autobiograficzne oraz zapis jego działań na Sycylii. List zawiera również wywód na temat możliwości tworzenia prawdziwie filozoficznych prac, oraz przedstawia elementy teorii idei.

## Sycylijskie podróże Platona
Platon odwiedził Sycylię trzykrotnie. Po raz pierwszy, w roku 387 p.n.e. na zaproszenie ówczesnego władcy Dionizjosa I. Najprawdopodobniej filozof zamierzał wówczas wcielić w życie swoje idee polityczne (przedstawione głównie w dialogu Państwo). Chciał uczynić z Dionizjosa I króla-filozofa, uważając, że (...) od nieszczęść nie wyzwoli się wcześniej ród ludzki, zanim albo ludzie należycie i prawdziwie miłujący mądrość nie przyjdą do władzy, albo ci, którzy rządzą w państwach, jakimś bożym ulegając wyrokom, nie umiłują istotnie mądrości (List VII, 326a i n.). Podczas pobytu na dworze w Syrakuzach zaprzyjaźnił się ze szwagrem tyrana, Dionem. Jego pierwszy pobyt zakończył się dość szybko, za sprawą konfliktu z władcą.
Po raz drugi Platon odwiedził Syrakuzy dwadzieścia lat później, na zaproszenie Diona, który poinformował go o objęciu władzy przez Dionizjosa Młodszego. Był on władcą bardziej otwartym na platońskie idee dobrego rządzenia państwem. Platon wspominał w liście: Gdy się więc zastanawiałem i wahałem, czy należy jechać, czy jak się też zdecydować, przeważyło przekonanie, że jechać powinienem: jeżeli się chce przystąpić kiedykolwiek do urzeczywistnienia swych koncepcji co do ustawodawstwa i ustroju państwowego, to teraz właśnie trzeba pokusić się o to (328bc). Cztery miesiące później Dionizjos Młodszy wypędził Diona. Platon spędził na dworze jeszcze dwa lata, po czym wrócił do Aten. W 361 r. dostał ponowne zaproszenie od tyrana. Zaakceptował je pomimo wahań, jednak i ta wizyta skończyła się dla niego niepowodzeniem.
List VII został napisany najprawdopodobniej po zamordowaniu Diona przez Kallipposa w 353 r. p.n.e.

## Problem autentyczności
Spośród wszystkich listów przypisywanych Platonowi, autentyczność Listu siódmego jest uznawana najszerzej. Badacze kwestionujący autentyczność listu wskazują jednak na fakt, że w liście mówi się o formach i ideach rzeczy sztucznych, podczas gdy Arystoteles określa idee Platona jako idee rzeczy naturalnych. Inny zarzut to rzekome "małe prawdopodobieństwo" historycznego tła Listu – w liście znajduje się sugestia, że zwolennicy Diona napisali do Platona, pytając go o praktyczne rady w rządzeniu państwem, jednocześnie insynuując, że Platon nie był do końca lojalny wobec Diona. Kallippos miałby pozwolić, aby list dostał się w ręce Platona, a ten w odpowiedzi szczegółowo opisał niedawne wydarzenia (ich uczestnikom), przy okazji dodając długą dygresję na temat teorii idei. Wątpliwości te doprowadziły R.G. Bury’ego do wniosku, że list ten był listem otwartym oraz że nie było żadnego listu od sycylijskich zwolenników Diona, a rzeczywistym celem Listu VII było usprawiedliwienie Platona w oczach Ateńczyków.
Autentyczność Listu siódmego wzbudziła również ostatnio wiele kontrowersji wśród znanych uczonych takich jak Malcolm Schofield, Myles Burnyeat, George Boas, Terence Irwin i Julia Annas. Annas twierdzi, że List siódmy jest "tak nieprzekonujący, że jego akceptacja przez wielu uczonych najlepiej świadczy o ogromnej chęci do znalezienia czegokolwiek oprócz oderwanych dialogów, co bezpośrednio wyrażałoby poglądy Platona".

## Treść i struktura listu
List siódmy dotyka bardzo wielu tematów, często bez wyraźnego porządku. Poniższy podział opiera się na streszczeniu R.G. Bury’ego.

### Wstęp (323d–326b)
Platon rozpoczyna swój list od zapewnienia zwolenników Diona, że podziela jego polityczne cele. Opowiada, w jaki sposób doszedł do swoich poglądów politycznych, przedstawiając rządy Trzydziestu Tyranów i proces Sokratesa.

### Pierwsza wizyta na Sycylii (326b–328d)
Platon opowiada o swojej pierwszej podróży do Syrakuz rządzonych przez Dionizjosa I, gdzie zaprzyjaźnił się z Dionem. Po śmierci tyrana Dion nalegał, aby Platon powrócił z Aten na Sycylię i nauczał młodszego Dionizjosa, który objął władzę, tak, by ten mógł stać się królem-filozofem.

### Druga wizyta na Sycylii (328d–330b)
Platon wyjaśnia, że zgodził się na propozycję Diona, ponieważ brak jego zgody świadczyłby o braku przyjaźni i nietraktowaniu filozofii poważnie. Wizyta jednak okazała się fiaskiem. Dion popadł w niełaskę Dionizjosa Młodszego. Sam Platon kontynuował nauczanie tyrana.

### Granice rad (330c–331d)
Przed udzieleniem rad zwolennikom Diona, Platon przestrzega ich, aby nie przekazywali tej wiedzy tym, którzy nie będą chcieli jej słuchać lub też mogliby ją wykorzystać w celu osiągnięcia swoich niecnych zamiarów.

### Rezultaty prób nauczania Dionizjosa Młodszego (331d–334c)
Platon doradza zwolennikom Diona w ten sam sposób, w jaki on i Dion wcześniej doradzali Dionizjosowi Młodszemu. Przypominali mu oni o nieszczęściu jego ojca, radząc mu, aby zachowywał umiarkowanie w życiu prywatnym i aby szukał przyjaźni wśród dobrych ludzi. Gdyby Dionizjos Młodszy posłuchał tej rady, musiałby wygnać swoich dworzan, którzy czerpali korzyści z jego nieumiarkowania, ci więc uknuli intrygę, rzucając oszczerstwa na Diona, w wyniku których został ponownie wygnany. Dion powrócił, aby upomnieć Dionizjosa "czynem" (333b, to jest na czele armii), sami mieszkańcy Syrakuz wierzyli jednak oszczerstwom, jakoby Dion pragnął sam zostać tyranem i dopomogli w zamordowaniu Diona. Chociaż Dion został zamordowany przez Ateńczyków, Platon broni Aten wskazując, że najlepszym przyjacielem Diona był właśnie Ateńczyk (on sam).

### Rada Platona (334c–337e)
Platon poucza adresatów, udzielając im tej samej rady, jaką on z Dionem dali Dionizjosowi, tj. aby skończyć z despotyczną władzą na Sycylii i ustanowić konstytucyjny rząd w każdym mieście poprzez sprawiedliwe prawa. Platon twierdzi, że Dionizjos prowadzi niegodziwe życie, ponieważ nie posłuchał tej rady, podczas gdy Dion umarł godnie – gdyż dążył do jej urzeczywistnienia. Platon następnie doradza, aby unikać wewnętrznych waśni stronnictw politycznych, żyć umiarkowanie i nie szukać zemsty, kiedy wybije godzina zwycięstwa. Skoro nie można już urzeczywistnić idealnego politycznego porządku, należy wybrać drugą dobrą opcję, jaką jest zasada praworządności.

### Pomiędzy drugą a trzecią wizytą Platona na Sycylii (337e–340b)
Platon znowu podejmuje wątek historyczny. Druga wojna sycylijska przerwała pobyt filozofa na wyspie. Zanim Dionizjos pozwolił Platonowi na wyjazd z Sycylii, kazał mu obiecać, że ten powróci, kiedy tylko zagrożenie minie. Platon zgodził się na to pod warunkiem powrotu Diona z wygnania. Dion nie został wezwany z powrotem, w związku z czym Platon niechętnie myślał o powrocie, ale przekonał go do tego Archytas z Tarentu i sam Dion. Obaj twierdzili bowiem, że tyran jest znów zainteresowany filozofią.

### Trzecia wizyta na Sycylii (340b–341a)
Gdy Platon dotarł do Syrakuz, zdecydował się sprawdzić rzeczywiste zainteresowanie Dionizjosa Młodszego filozofią, mówiąc mu o różnych mało interesujących naukach przygotowawczych, które musiałby zgłębić.

### Długa dygresja na temat idei (341b–345c)
Dionizjos twierdził, że jest już ekspertem w dziedzinie filozofii i właśnie przez to Platon uważał go za złego ucznia. Dionizjos twierdził nawet, że napisany przez niego traktat metafizyczny jest doskonalszy od pism jego nauczyciela. Tymczasem Platon twierdził, że prawda w metafizyce nie może być wyrażona w piśmie i wszyscy, którzy ją znają, wiedzą o tym. Tak więc jeżeli Dionizjos myślał, że wyraził w piśmie taką prawdę, nie mógł jej w rzeczywistości znać.
Wyjaśnienie przez Platona zagadnienia niemożliwości wyrażenia takich prawd jest bardzo zawiłe. Chcący poznać rzeczy "poznawalne i prawdziwie istniejące" (γνοστον τε кαι αληθως εστιν ον), czyli idee, musi wpierw poznać "nazwę", "definicję", "wizerunek" oraz "umysłową wiedzę o nim". Nazwa i definicja są osiągalne poprzez język i zmysłowość. Należy jednak najpierw posiadać wiedzę, zanim dotrze się do przedmiotu poznania (który to Platon nazywa jako "tym, co piąte", podczas gdy "to, co czwarte" jest nazwą, definicją, wizerunkiem i umysłową wiedzą o przedmiocie). "To, co piąte", różni się od zmysłowych i słownych wyrażeń przedmiotu. Nazwa i definicja przedmiotu dają "jakość" rzeczy (το ποιον), nie zaś jego byt, istotę (το ον). Są one, co więcej, pokrewne w sensie postrzegania w taki sposób, że są wiecznie zmienne i względne, nie zaś ustalone. Tak więc uczeń, który chce poznać "to, co piąte" poprzez nazwę, definicję, wizerunek i umysłową wiedzę jest zagubiony: poszukuje istoty rzeczy, ale przeszkadzają mu właściwości rzeczy. Jedynie niektórzy uczniowie są w stanie szczegółowo zbadać "to, co czwarte", i nawet dla nich "to, co piąte" przychodzi jako nagłe olśnienie.
Żadna osoba znająca te zagadnienia nie podejmie się więc napisania księgi ani publicznego nauczania na temat poważnych zagadnień filozoficznych. Motywacją Dionizjosa Młodszego do napisania jego filozoficznego dzieła musiała więc być potrzeba sławy.
W części tej Platon omawia na przykładzie koła swoje rozumienie kwestii poznania matematycznego i wyjaśnia, jak w przypadku koła należy rozumieć owo "pierwsze", "drugie" aż do "piątego".

### Wznowienie opowiadania. Trzecia podróż do Syrakuz (345c–350b)
Dionizjos kilkakrotnie oszukał Platona podczas jego trzeciej wizyty w Syrakuzach. Obiecał przywrócić Dionowi majątek, jednak się z tego nie wywiązał. W odpowiedzi na to Platon zagroził opuszczeniem Sycylii, Dionizjos załagodził jednak sytuację poprzez kompromis: Platon zgodził się poczekać, aż Dion odpowie na list tyrana. Zanim jednak to mogło się stać, Dionizjos sprzedał własność Diona, sam siebie nazwał strażnikiem połowy majątku w imieniu syna Diona, a Platonowi powiedział, że może zabrać połowę majątku do Diona na wygnaniu. Ponieważ okres żeglugi dobiegł końca, Platon zmuszony był zostać w Syrakuzach.
Tymczasem starania Dionizjosa o zmniejszenie płac najemnikom sprowokowały bunt, o którego wywołanie oskarżony został Herakleides, przywódca stronnictwa demokratycznego w Syrakuzach. W obecności Platona Teodot przekonał Dionizjosa, aby zezwolił Herakleidesowi opuścić miasto w pokoju, jednak tyran wykorzystał to, aby wywabić go z ukrycia. Kiedy władca stwierdził, że nigdy nie składał żadnej obietnicy, Platon przypomniał mu o niej.
Dla Dionizjosa stało się to pretekstem dla usunięcia Platona z pałacu, gdzie zamieszkiwał – odtąd filozof musiał przenieść się do koszar, gdzie mieszkał z żołnierzami. Kiedy tyran następnie stwierdził, że wizyty Teodota były oznaką współpracy z jego wrogami, Platon, w obawie o swoje życie, poprzez Archytasa poprosił Tarenta, aby przysłano po niego statek.

### Inwazja i zabójstwo Diona (350b–351e)
Po opuszczeniu Sycylii po raz trzeci i ostatni Platon przybył do Olimpii, gdzie spotkał Diona przygotowującego się do wojny. Dion poprosił Platona o wsparcie, ale ten odmówił, twierdząc, że był gościem w domu Dionizjosa i nie pochwala wojny domowej. Dion jednak przeprowadził skuteczny atak na wyspę i obalił władztwo Dionizjosa. Platon pochwalił Diona twierdząc, że ten użył przemocy dla wspólnego dobra. Dion został jednak wkrótce obalony, ponieważ nie docenił przebiegłości przeciwnika.

### Podsumowanie (351e–352a)
Platon wyjaśnia, dlaczego tak dokładnie opisał swoją trzecią wizytę, pomimo tego, że już wcześniej udzielił porady zwolennikom Diona. Pragnął obronić siebie przed oszczerstwami, które narosły wokół jego motywów i działań.